# Valcemar Silva
Pour les articles homonymes, voir Silva.
Valcemar Justino da Silva, né le 27 février 1968, est un coureur cycliste brésilien.

## Palmarès
- 1996
  - Tour de Porto Alegre
- 1997
  - 2e du Tour de Porto Alegre
- 1998
  - Circuito Boa Vista
  - 2e du Tour de Porto Alegre
- 2000
  - Circuito Boa Vista
  - Tour de Porto Alegre
- 2001
  - 500 Millas del Norte :
    - Classement général
    - 2e et 4e étapes
- 2002
  - Circuito Boa Vista
  - Tour de Porto Alegre
  - 5e étape du Tour de Santa Catarina
- 2003
  - Volta Inconfidencia Mineira
  - 2e étape du Tour de Santa Catarina
  - 3e du Circuito Boa Vista
- 2004
  - Prologue du Tour du Paraná
  - 4e étape du Tour de Santa Catarina
- 2005
  - 1re étape du Tour de Porto Alegre
- 2006
  - 2e étape du Torneio de Verão
- 2007
  - 2e étape de la Volta Inconfidencia Mineira
  - 1re étape du Tour de Santa Catarina (contre-la-montre par équipes)
  - 3e de la Volta Inconfidencia Mineira
- 2008
  -  Champion du Brésil sur route

## Classements mondiaux
| Année            | 2005 | 2006 | 2007 |
| ---------------- | ---- | ---- | ---- |
| UCI America Tour | 197e |      | 352e |